# Sibirische Zirbelkiefer
Die Sibirische Zirbelkiefer (Pinus sibirica) ist eine Baumart aus der Gattung der Kiefern (Pinus) innerhalb der Familie der Kieferngewächse (Pinaceae). Sie wird von vielen Autoren auch als Unterart oder als Varietät der Zirbelkiefer (Pinus cembra) geführt.

## Beschreibung

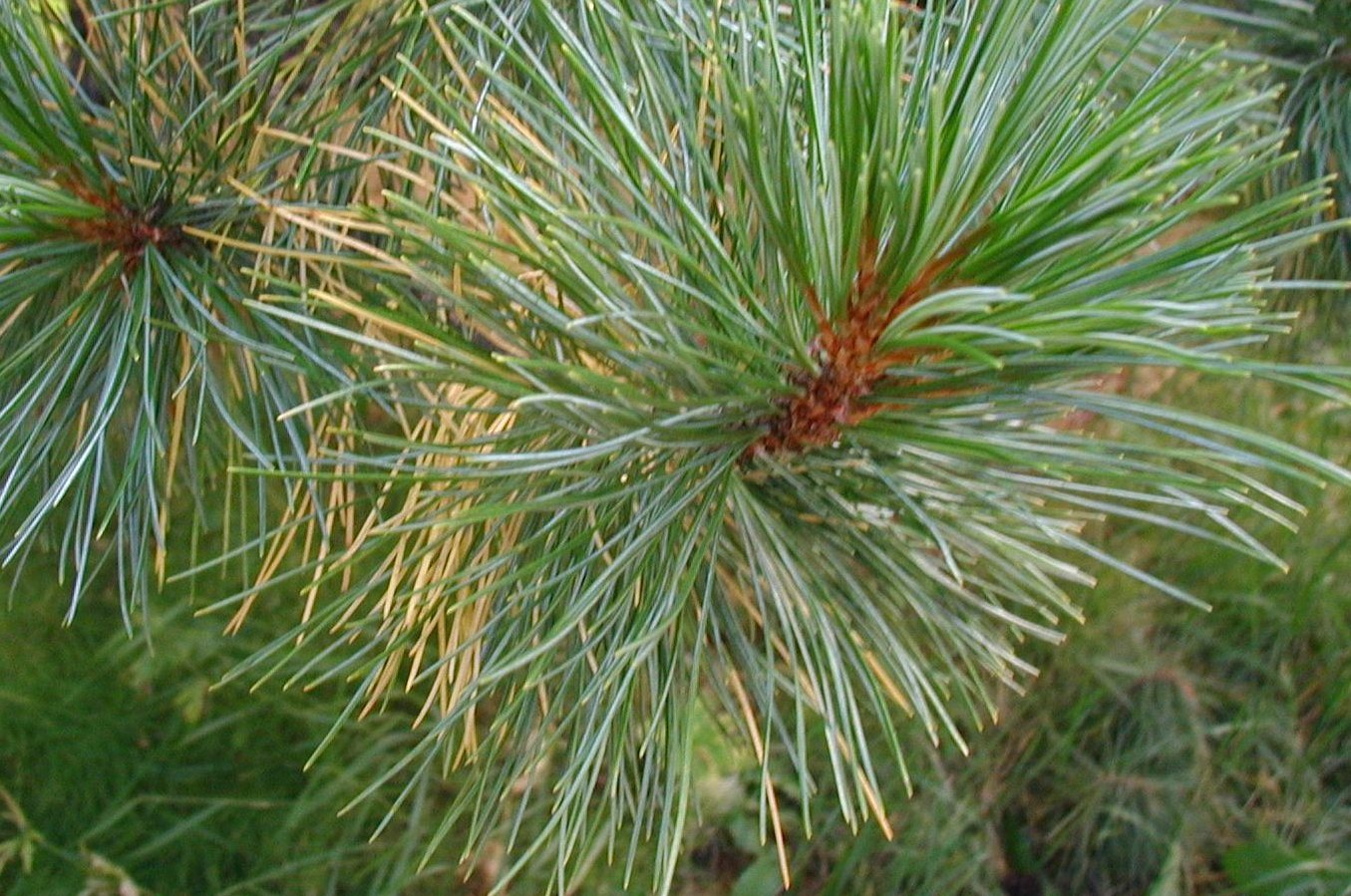
Zweig mit Nadeln

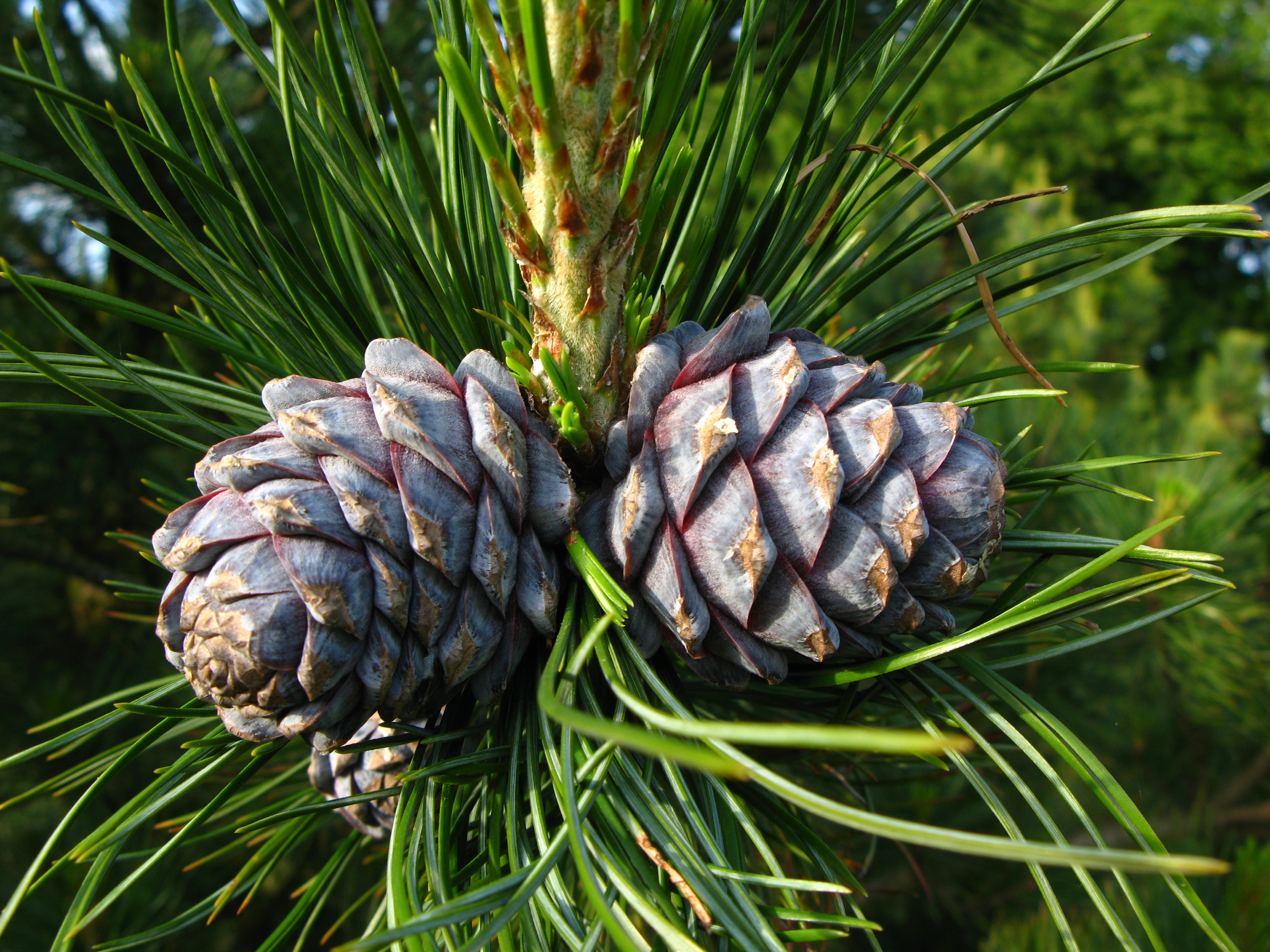
Reife Zapfen

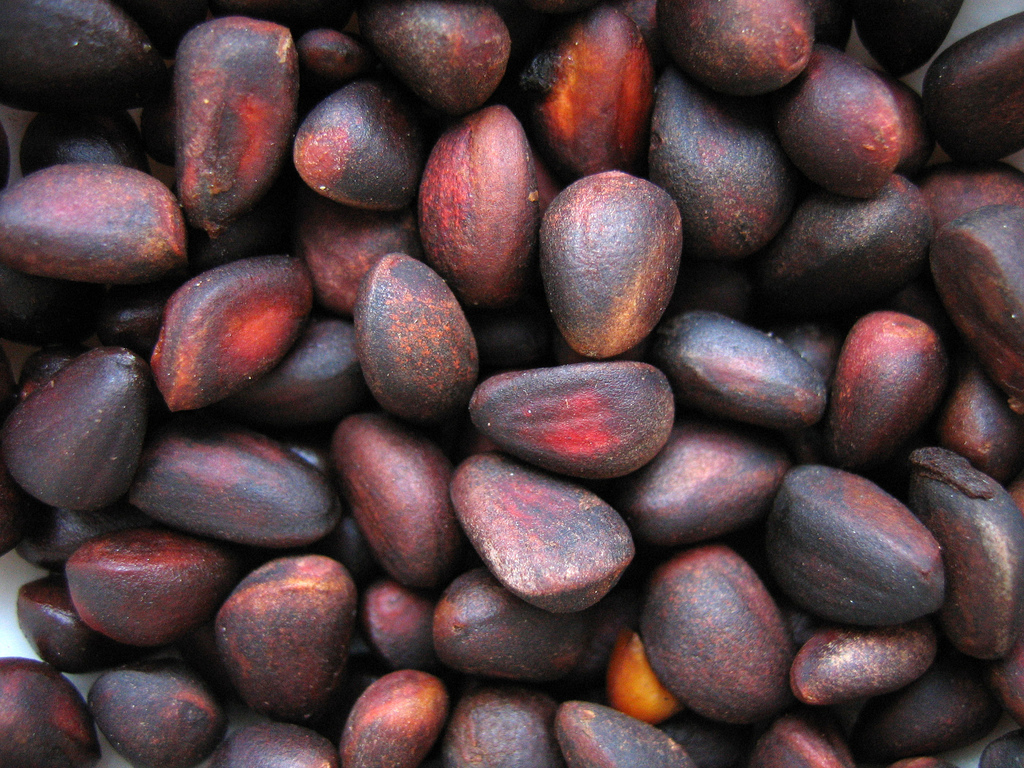
Samen

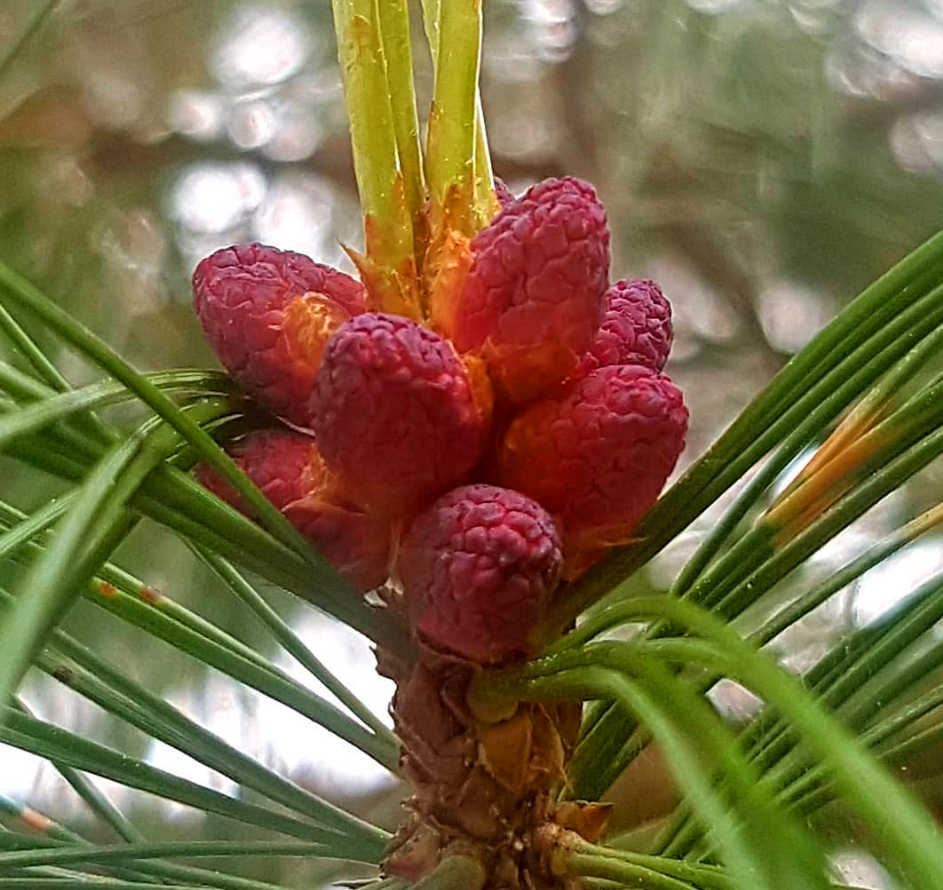
Blühende Kiefernzapfen

Die Sibirische Zirbelkiefer (selten auch Sibirische Zeder genannt) ist ein immergrüner Baum, der an geeigneten Standorten bis zu 40 Meter hoch werden kann. Sie bildet eine tief reichende Krone aus, wobei über die Beastung unterschiedliche Berichte vorliegen. Bäume, die in der Nähe der Stadt Perm wachsen, sollen 20 bis 25 Meter lange, astfreie Stämme besitzen. Auf nassen Standorten findet keine Astreinigung statt und die Stämme sind meist beulig verformt. Die Farbe und Struktur der Borke unterliegen einer großen Variation, die vor allem an der südlichen Grenze des natürlichen Verbreitungsgebietes ausgeprägt ist. Ebenso verhält es sich mit der Größe, der Farbe und der Gestalt der Zapfen. Die Zapfen sind länger und stärker walzenförmig als die der Zirbelkiefer. Die Samen sind größer und besitzen eine dünnere Schale.
Die Chromosomenzahl beträgt 2n = 24.

## Verbreitung und Standort
Das Verbreitungsgebiet liegt zwischen dem 50. und den 68. Grad nördlicher Breite. Die nördliche Grenze befindet sich im Westsibirischen Tiefland bei Salechard, die Südwestgrenze im Ural liegt in der Oblast Swerdlowsk zwischen den Flüssen Tschussowaja und Ufa. Das Hauptverbreitungsgebiet befindet sich in Sibirien und reicht vom Ural bis in den Altai und das Sajangebirge mit den Oberläufen der Flüsse Ob, Jenissei und Lena. Im Altai-Gebirge bildet sie die Waldgrenze. Man findet sie in Höhenlagen von 100 bis 2.580 Meter. Forstliche Anbauten erfolgen selten.
Die Sibirische Zirbelkiefer bildet meist Reinbestände. Sie stellt an den Boden nur geringe Ansprüche und kommt sowohl auf Kiesen, trockenen Hängen, alluvialen Talböden als auch in Mooren vor. Die Art ist tolerant gegenüber sauerstoffarmen Böden.

## Krankheiten und Schädlinge
Die Sibirische Zirbelkiefer ist äußerst anfällig für den Erreger des Strobenrostes, Cronartium ribicola. Mit Pflanzen dieser Art wurde der Erreger auch um die Wende vom 19. zum 20. Jahrhundert nach Amerika eingeschleppt. Die Art wird häufig vom Wurzelschwamm (Heterobasidion annosum) befallen, der auch schwere Schäden verursacht. Häufig tritt auch Stockfäule auf.

## Holz
Das Holz der Sibirischen Zirbelkiefer findet als Klangholz und in der Zellstoffgewinnung durch das Sulfatverfahren Verwendung. Das Kurzzeichen als Handelsholz nach DIN EN 13556 ist PNSB, der entsprechende deutsche Standard-Holzname Sibirische Kiefer.
Die Sibirische Zirbelkiefer wird auch zur Anlage von Windschutzstreifen verwendet, wobei die Nutzung der Samen eine Rolle spielt.

## Zedernüsse
Die Samen, die  „Zirbelnüsse“ (oder „Zedernüsse“ genannt, weil die Gattung Pinus auch selten als Zeder bezeichnet wird), enthalten durchschnittlich 59,9 % Fett, 16,6 % Proteine und 12,4 % Kohlenhydrate und sind eine begehrte Handelsware und eines der wenigen landwirtschaftlichen Produkte, die sich in den sibirischen Wäldern gewinnen lassen. Im Verbreitungsgebiet der Sibirischen Zirbelkiefer steigen Zapfensammler auf die Bäume, schütteln die Äste und sammeln die Zapfen. Die Zapfen werden von Zwischenhändlern gekauft und in zentralisierte Einrichtungen gebracht. Dort werden die Nüsse aus den Zapfen entfernt. Die Entfernung der harten Außenschalen geschieht in spezialisierten Betrieben in einem industrialisierten Prozess. Von dort gelangen sie in den Handel. Aus den Zedernüssen lässt sich das sogenannte Zedernussöl gewinnen, das als Speiseöl Verwendung findet.

## Systematik
Der Artstatus der Sibirischen Zirbelkiefer ist umstritten. Sie wird von manchen Autoren als Unterart oder als Varietät der Zirbelkiefer (Pinus cembra) angesehen.
Als Art wurde die Sibirische Zirbelkiefer durch Du Tour 1803 im Werk von J.-F.-P. Déterville Nouveau Dictionnaire d'histoire naturelle appliqué aux arts …, Band 18, Seite 18 erstbeschrieben.

### Synonyme
Es sind folgende Synonyme für die Sibirische Zirbelkiefer bekannt: Pinus cembra subsp. sibirica (Du Tour) Krylow, Pinus cembra var. sibirica (Du Tour) G.Don, Pinus coronans Litv. oder Pinus arolla Petrov.